# Stimmhorn (Orgel)

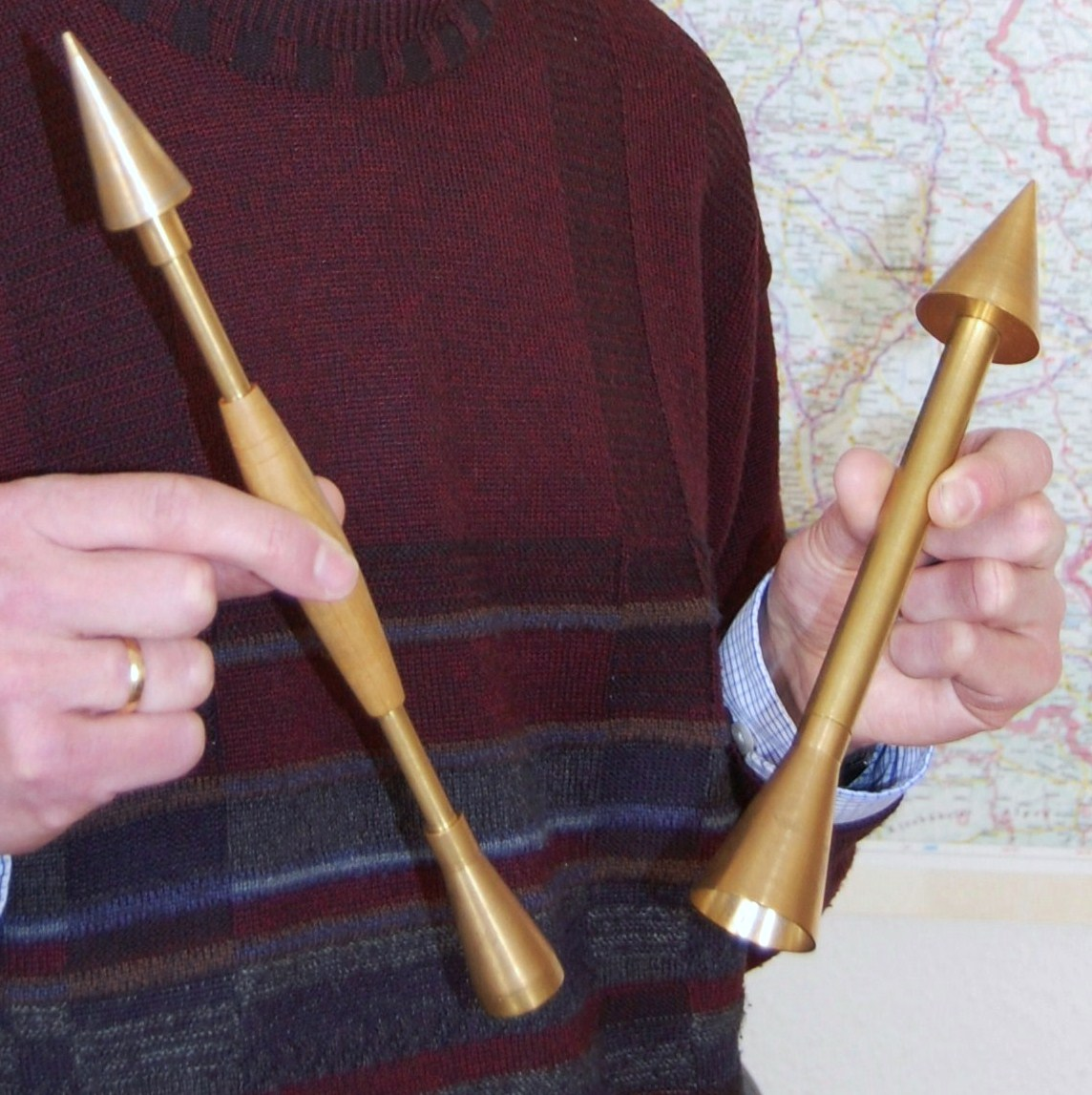
Zwei unterschiedliche Stimmhörner

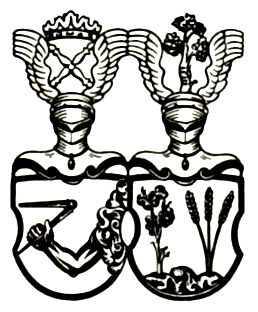
Links Arp Schnitgers Wappen, in der Helmzier zwei gekreuzte Stimmhörner

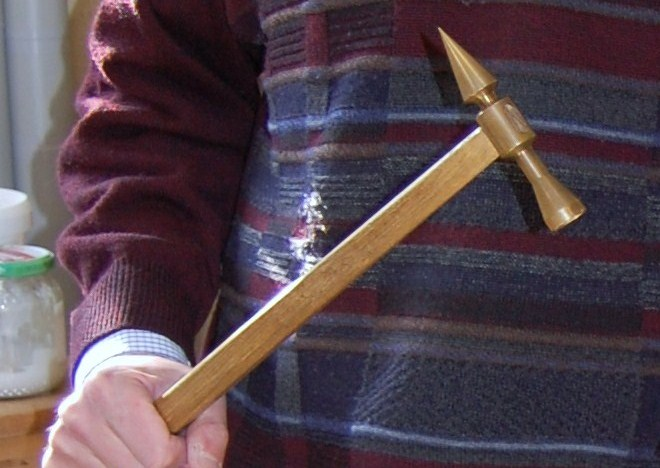
Stimmhornhammer

Das Stimmhorn ist ein berufstypisches Handwerkszeug des Orgelbauers.

## Beschreibung
Das Stimmhorn dient zum Stimmen von offenen Labialpfeifen aus Metall. Mit vorsichtigen Schlägen des Werkzeuges auf das obere, offene Ende wird die Pfeifenmündung nach innen bzw. außen gebogen, wodurch sich die Tonhöhe verändert. Das Stimmhorn ist eines der wichtigsten Werkzeuge des Orgelbauers. Zusammen mit den Stimmeisen zählt es zu den Stimmwerkzeugen.
Das Stimmhorn ist ein meist aus reinem Messing, manchmal auch aus Eisenblech hergestelltes stabförmiges Spezialwerkzeug mit einem spitzen Kegel an dem einen und einem hohlen Kegel (Trichter) an dem anderen Ende. Die Mitte des Stabes kann mit einem hölzernen Griffstück ummantelt sein. Ein gebräuchlicher Werkzeugsatz besteht aus drei bis vier Stimmhörnern mit unterschiedlichen Kegel- und Trichterweiten und unterschiedlichen Gesamtlängen, da die Größe des zu benutzenden Stimmhorns sich nach dem Durchmesser des Pfeifenkörpers der zu stimmenden Pfeife richtet.

## Nutzung
Alle kleineren, bis zu 120 Zentimeter (vier Fuß) langen offenen metallenen Pfeifen, bei denen keine Stimmeinrichtung (Stimmring, Stimmrolle) vorhanden ist, werden mit Stimmhörnern gestimmt. Solche Pfeifen werden bei der Herstellung zwar exakt auf ihre durch die vorgesehene Tonhöhe bestimmte Länge zugeschnitten, müssen aber – und dies in regelmäßigem Abstand immer wieder – mit einem Stimmhorn feingestimmt werden. Dabei dient der Spitzkegel (Kopfteil) zur Erweiterung der Orgelpfeifenmündung (Ausreiben), das trichterförmige Ende (Fußteil) zur Verengung der Mündung (Einreiben). Die Balance zwischen Kopf- und Fußteil ermöglicht ein schnelles Drehen des Stimmhorns beim Stimmen.
Beim Ausreiben wird der Kegel des Stimmhorns mit mäßigem Druck auf der Pfeifenmündung gedreht. Dadurch wird das Metall minimal nach außen gebogen, die Tonhöhe wird höher. Bei vergleichbarer Anwendung des Trichters (Einreiben) wird das Metall nach innen gebogen, die Tonhöhe wird tiefer.
Um mit dem Stimmhorn nicht erreichbare Pfeifen stimmen zu können, benutzt der Orgelbauer einen Stimmhornhammer. Er besteht aus einem kleinen Stimmhorn, das an einem langen Stiel befestigt ist.